# Ermelindis van Meldert

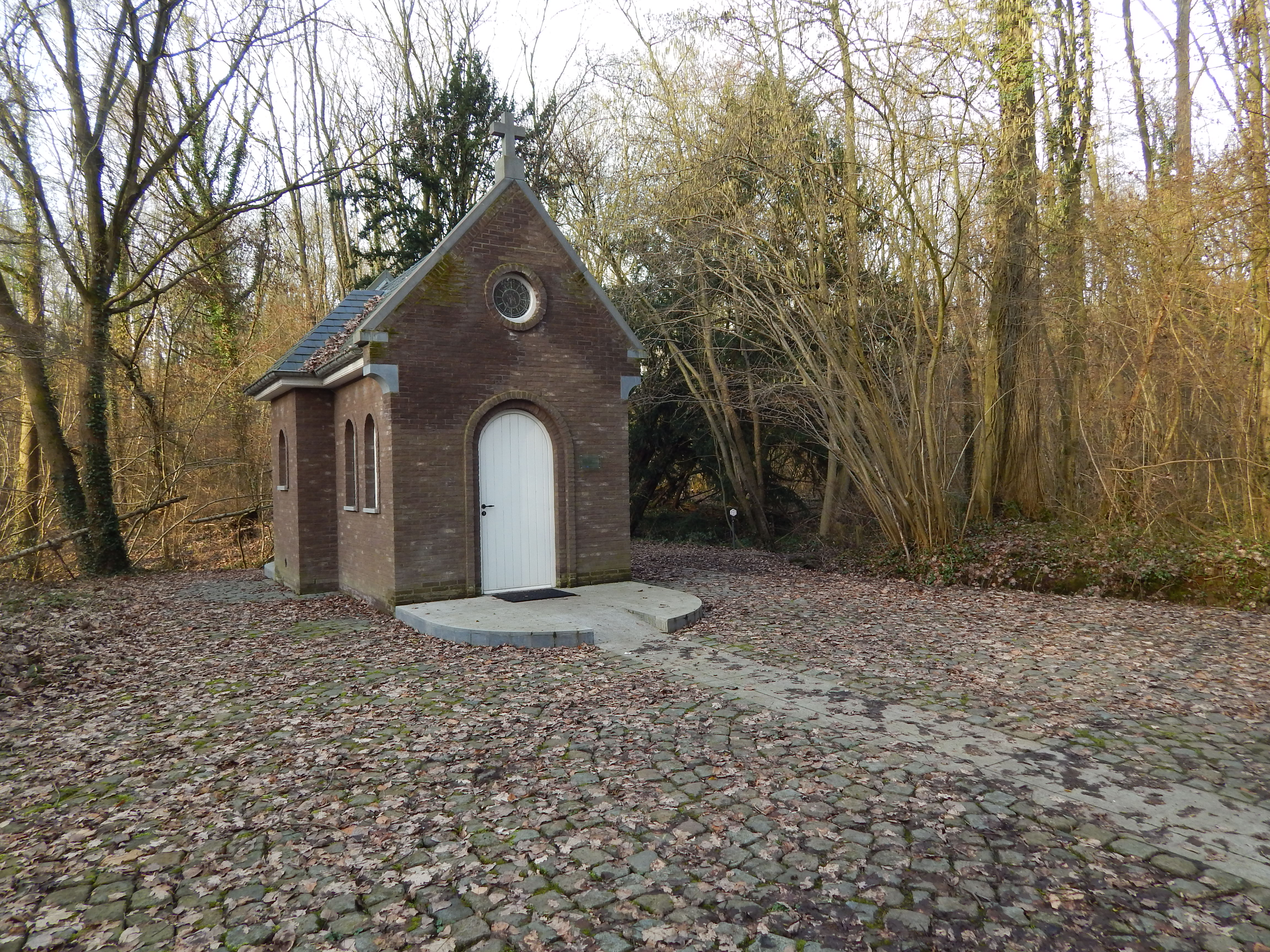
Sint-Ermelindiskapel te Lovenjoel

Ermelindis van Meldert (omstreeks 547-594) is een heilige in de rooms-katholieke kerk.
Ze was van adellijke komaf en mogelijk zelfs familie van Pepijn van Landen. Al op jonge leeftijd was ze zeer godsvruchtig en ze zag af van een adellijk huwelijk daar ze maagd wilde blijven.
Haar vader schonk haar een stukje grond bij Lovenjoel, maar ze verkoos de eenzaamheid als kluizenares. Ze vestigde zich nabij Bevekom en elke nacht ging ze bidden in de plaatselijke kapel. Twee adellijke jongelieden vatten het plan op om haar te overmeesteren halverwege haar kluizenaarswoning en de kapel. Maar juist die nacht sliep ze uit, waar ze gewaarschuwd werd door een engel en naar Meldert vluchtte, waar ze haar leven als kluizenares tot haar dood, op 47-jarige leeftijd, voortzette.
Volgens de legende zou ze door engelen zijn begraven.
Jaren later kwam een nachtelijke reiziger bij toeval voorbij de plek waar ze begraven lag. Hij zag een licht zweven en dat gebeurde de volgende nacht weer. Hij verkocht zijn bezittingen en stichtte een kapel op deze plaats. Daarna ging hij er zelf, als kluizenaar, wonen. Aldus ontstond de devotie tot de Heilige Ermelindis.
- Gemeinsame Normdatei: 1025025245
- Virtual International Authority File: 260687666